# Superpuchar Polski w piłce siatkowej mężczyzn (2020)
Superpuchar Mistrzów Polski w piłce siatkowej mężczyzn 2020 (oficjalna nazwa: Superpuchar Mistrzów Polski 20-lecia Polsatu Sport) – ósma edycja rozgrywek o Superpuchar Polski rozegrana w dniach 5-6 września 2020 roku w hali sportowej przy Hotelu Arłamów w Arłamowie, zorganizowana przez Polską Ligę Siatkówki (PLS) pod patronatem Polskiego Związku Piłki Siatkowej (PZPS).
W turnieju uczestniczyły kluby, które zdobyły co najmniej jeden tytuł mistrza Polski w okresie istnienia profesjonalnej ligi, tj.: PGE Skra Bełchatów (9), Grupa Azoty ZAKSA Kędzierzyn-Koźle (6), Asseco Resovia Rzeszów (3) i Jastrzębski Węgiel (1).
Zdobywcą Superpucharu Polski został klub Grupa Azoty ZAKSA Kędzierzyn-Koźle.
MVP turnieju wybrany został Aleksander Śliwka.

## Drużyny uczestniczące
| Drużyna                            | Liczba mistrzostw Polski (sezony)                                                                     |
| ---------------------------------- | --- |
| PGE Skra Bełchatów                 | 9 (2004/2005, 2005/2006, 2006/2007, 2007/2008, 2008/2009, 2009/2010, 2010/2011, 2013/2014, 2017/2018) |
| Grupa Azoty ZAKSA Kędzierzyn-Koźle | 6 (2000/2001, 2001/2002, 2002/2003, 2015/2016, 2016/2017, 2018/2019)                                  |
| Asseco Resovia Rzeszów             | 3 (2011/2012, 2012/2013, 2014/2015)                                                                   |
| Jastrzębski Węgiel                 | 1 (2003/2004)                                                                                         |

## Drabinka
|  |                                    |                                    |                                    |                                    |   |                    |                    |       |
|  | Półfinały                          | Półfinały                          | Półfinały                          |                                    |   | Finał              | Finał              | Finał |
|  | Półfinały                          | Półfinały                          | Półfinały                          |                                    |   | Finał              | Finał              | Finał |
|  |                                    |                                    |                                    |                                    |   |                    |                    |       |
|  |                                    |                                    |                                    |                                    |   |                    |                    |       |
|  | PGE Skra Bełchatów                 | PGE Skra Bełchatów                 | 3                                  |                                    |   |                    |                    |       |
|  | PGE Skra Bełchatów                 | PGE Skra Bełchatów                 | 3                                  |                                    |   |                    |                    |       |
|  | Jastrzębski Węgiel                 | Jastrzębski Węgiel                 | 0                                  |                                    |   |                    |                    |       |
|  | Jastrzębski Węgiel                 | Jastrzębski Węgiel                 | 0                                  |                                    |   | PGE Skra Bełchatów | PGE Skra Bełchatów | 1     |
|  |                                    |                                    |                                    |                                    |   | PGE Skra Bełchatów | PGE Skra Bełchatów | 1     |
|  |                                    |                                    | Grupa Azoty ZAKSA Kędzierzyn-Koźle | Grupa Azoty ZAKSA Kędzierzyn-Koźle | 3 |                    |                    |       |
|  | Grupa Azoty ZAKSA Kędzierzyn-Koźle | Grupa Azoty ZAKSA Kędzierzyn-Koźle | Grupa Azoty ZAKSA Kędzierzyn-Koźle | Grupa Azoty ZAKSA Kędzierzyn-Koźle | 3 | 3                  |                    |       |
|  | Grupa Azoty ZAKSA Kędzierzyn-Koźle | Grupa Azoty ZAKSA Kędzierzyn-Koźle |                                    |                                    |   |                    |                    |       |
|  | Asseco Resovia Rzeszów             | Asseco Resovia Rzeszów             | 1                                  |                                    |   |                    |                    |       |
|  | Asseco Resovia Rzeszów             | Asseco Resovia Rzeszów             | 1                                  |                                    |   |                    |                    |       |
|  |                                    |                                    |                                    |                                    |   |                    |                    |       |

## Wyniki spotkań

### Półfinały
| 05.09.2020 14:45 (UTC+2) | PGE Skra Bełchatów Milan Katić 14 pkt | 3:0 (29:27, 25:23, 28:26) raport | Jastrzębski Węgiel Jakub Bucki 17 pkt | Hala sportowa Hotelu Arłamów, Arłamów Sędziowie: Waldemar Kobienia i Paweł Burkiewicz |

| 05.09.2020 18:00 (UTC+2) | Grupa Azoty ZAKSA Kędzierzyn-Koźle Łukasz Kaczmarek 19 pkt | 3:1 (18:25, 25:23, 25:21, 25:14) raport | Asseco Resovia Rzeszów Karol Butryn 16 pkt | Hala sportowa Hotelu Arłamów, Arłamów Sędziowie: Szymon Pindral i Maciej Twardowski |

### Finał
| 06.09.2020 14:45 (UTC+2) | PGE Skra Bełchatów Dušan Petković 14 pkt | 1:3 (25:20, 14:25, 21:25, 19:25) raport | Grupa Azoty ZAKSA Kędzierzyn-Koźle Łukasz Kaczmarek 20 pkt | Hala sportowa Hotelu Arłamów, Arłamów Sędziowie: Paweł Burkiewicz i Waldemar Kobienia |